# Zblochanec
Zblochanec (Puccinellia) je rod trav, tedy z čeledi lipnicovitých (Poaceae). Jedná se většinou o vytrvalé byliny. Jsou většinou trsnaté. Listy jsou ploché nebo složené až štětinovitě svinuté, na vnější straně listu se při bázi nachází jazýček. Květy jsou v kláscích, které tvoří latu. Klásky jsou zpravidla vícekvěté. Na bázi klásku jsou 2 plevy, které jsou často velmi nestejné. Pluchy jsou zpravidla bez osin. Plušky jsou často dvoukýlné. Plodem je obilka, která je okoralá. Na světě roste asi 80 druhů, často halofyty.

## Druhy rostoucí v Česku
V České republice roste s jistotou jediný druh zblochanec oddálený (Puccinellia distans) Jedná se o halofyt (rostlina preferující či tolerující zasolené půdy). Z těchto důvodů se dnes šíří podél solených silnic. Dalším halofytem je zblochanec mokřadní (Puccinellia limosa), který roste na slaniskách panonských nížin. Snad se vyskytuje také na J Moravě, ale údaje jsou nejisté.